# París-Niça 1962
La París-Niça 1962 fou la 20a edició de la París-Niça. És un cursa ciclista que es va disputar entre el 9 i el 17 de març de 1962. La cursa fou guanyada pel belga Joseph Planckaert, de l'equip Faema-Flandria, per davant dels corredors de l'equip Leroux-Gitane-Geminiani Tom Simpson i Rolf Wolfshohl. Raymond Poulidor (Mercier-BP) s'imposà en la classificació de la muntanya, Rik van Looy (Faema-Flandria) guanyà la classificació per punts i el conjunt Faema-Flandria la d'equips.
La prova passa a anomenar-se París-Sant-Etiève-Niça sense gaire èxit.
Per lluitar contra el fred i la neu, els corredors italians utilitzen mitges de seda.

## Participants
En aquesta edició de la París-Niça hi preneren part 104 corredors dividits en 13 equips: Saint Raphael-Helyett, Leroux-Gitane-Geminiani, Margnat-Paloma, Mercier-BP, Ignis-Moschietteri, Faema-Flandria, Liberia-Grammont, Pelforth-Sauvage-Lejeune, Molteni, Peugeot-BP, Philco, Bertin-Porter i Carpano. La prova l'acabaren 36 corredors.

## Resultats de les etapes
| Etapes              | Data       | Recorregut                          | Km      | Vencedor d'etapa        | Líder de la general |
| ------------------- | ---------- | ----------------------------------- | ------- | ----------------------- | ------------------- |
| 1a etapa            | 9 de març  | París-Cosne-Cours-sur-Loire         | 235 km  | Jean Graczyk            | Jean Graczyk        |
| 2a etapa, 1r sector | 10 de març | Pouilly-sur-Loire-Château-Chinon    | 191 km  | Emile Daems             | Emile Daems         |
| 2a etapa, 2n sector | 10 de març | Château-Chinon-Montceau-les-Mines   | 89 km   | Noël Foré               | Emile Daems         |
| 3a etapa, 1r sector | 11 de març | Circuit de l'Etang du Plessis (CRE) | 5.3 km  | Leroux-Gitane-Geminiani | Bas Maliepaard      |
| 3a etapa, 2n sector | 11 de març | Circuit de l'Etang du Plessis       | 53 km   | Willy van den Berghen   | Bas Maliepaard      |
| 4a etapa            | 12 de març | Montceau-les-Mines-Sant-Etiève      | 202 km  | Guido Carlesi           | Tom Simpson         |
| 5a etapa, 1r sector | 13 de març | Sant-Etiève-Sant-Etiève (CRI)       | 27 km   | Joseph Velly            | Joseph Planckaert   |
| 5a etapa, 2n sector | 13 de març | Sant-Etiève-Romans-sur-Isère        | 83 km   | Noël Foré               | Joseph Planckaert   |
| 6a etapa            | 14 de març | Romans-sur-Isère-Avignon            | 185 km  | Rudi Altig              | Joseph Planckaert   |
| 7a etapa, 1r sector | 15 de març | Beaucaire-Vergèze (CRE)             | 45.3 km | Faema-Flandria          | Joseph Planckaert   |
| 7a etapa, 2n sector | 15 de març | Vergèze-Manosque                    | 183 km  | Rik van Looy            | Joseph Planckaert   |
| 8a etapa            | 16 de març | Manosque-La Ciotat                  | 135 km  | Edgard Sorgeloos        | Joseph Planckaert   |
| 9a etapa, 1r sector | 17 de març | La Ciotat-Fréjus                    | 130 km  | Noël Foré               | Joseph Planckaert   |
| 9a etapa, 2n sector | 17 de març | Fréjus-Niça                         | 102 km  | Rik van Looy            | Joseph Planckaert   |

## Etapes

### 1a etapa
9-03-1962. París-Cosne-Cours-sur-Loire, 235 km.
Sortida real: Pont d'Antony.
|   | Ciclista         | Equip            | Temps      |
| - | ---------------- | ---------------- | ---------- |
| 1 | Jean Graczyk     | Liberia-Grammont | 6h 18' 43" |
| 2 | Raymond Poulidor | Mercier-BP       | m. t.      |
| 3 | Armand Desmet    | Faema-Flandria   | m. t.      |

### 2a etapa, 1r sector
10-03-1962. Pouilly-sur-Loire-Château-Chinon 91 km.
|   | Ciclista        | Equip                    | Temps      |
| - | --------------- | ------------------------ | ---------- |
| 1 | Emile Daems     | Philco                   | 2h 29' 57" |
| 2 | Alan Ramsbottom | Pelforth-Sauvage-Lejeune | m. t.      |
| 3 | Bas Maliepaard  | Leroux-Gitane-Geminiani  | m. t.      |

### 2a etapa, 2n sector
10-03-1962. Château-Chinon-Montceau-les-Mines 89 km.
|   | Ciclista         | Equip                    | Temps      |
| - | ---------------- | ------------------------ | ---------- |
| 1 | Noël Foré        | Faema-Flandria           | 2h 12' 05" |
| 2 | Joseph Groussard | Pelforth-Sauvage-Lejeune | m. t.      |
| 3 | Jean Gainche     | Mercier-BP               | m. t.      |

### 3a etapa, 1r sector
11-03-1962. Circuit de l'Etang du Plessis, 5,3 km. CRE
|   | Equip                   | Temps  |
| - | ----------------------- | ------ |
| 1 | Leroux-Gitane-Geminiani | 5' 46" |
| 2 | Saint Raphael-Helyett   | + 3"   |
| 3 | Pelfort-Sauvage-Lejeune | + 9"   |

### 3a etapa, 2n sector
11-03-1962. Circuit de l'Etang du Plessis, 53 km.
|   | Ciclista              | Equip                    | Temps      |
| - | --------------------- | ------------------------ | ---------- |
| 1 | Willy van den Berghen | Mercier-BP               | 1h 03' 45" |
| 2 | Armando Pellegrini    | Molteni                  | m. t.      |
| 3 | Jean-Claude Lefebvre  | Pelforth-Sauvage-Lejeune | m. t.      |

### 4a etapa
12-03-1962. Montceau-les-Mines-Sant-Etiève, 202 km.
|   | Ciclista      | Equip                 | Temps      |
| - | ------------- | --------------------- | ---------- |
| 1 | Guido Carlesi | Philco                | 4h 50' 17" |
| 2 | Rik van Looy  | Faema-Flandria        | m. t.      |
| 3 | Rudi Altig    | Saint Raphael-Helyett | m. t.      |

### 5a etapa, 1r sector
13-03-1962. Sant-Etiève-Sant-Etiève, 27 km. CRI
Queden fora de control 39 corredors, entre els quals Rik van Looy i Noël Foré, però tots són repescats per l'organització al comprendre que les condicions metereològiques els han perjudicat.
|   | Ciclista         | Equip                   | Temps   |
| - | ---------------- | ----------------------- | ------- |
| 1 | Joseph Velly     | Margnat-Paloma          | 42' 14" |
| 2 | Raymond Poulidor | Mercier-BP              | + 28"   |
| 3 | Rolf Wolfshohl   | Leroux-Gitane-Geminiani | + 39"   |

### 5a etapa, 2n sector
13-03-1962. Sant-Etiève-Romans-sur-Isère, 83 km.
|   | Ciclista         | Equip                   | Temps   |
| - | ---------------- | ----------------------- | ------- |
| 1 | Noël Foré        | Faema-Flandria          | 50' 53" |
| 2 | Antonio Bailetti | Carpano                 | m. t.   |
| 3 | Anatole Novak    | Leroux-Gitane-Geminiani | m. t.   |

### 6a etapa
14-03-1962. Romans-sur-Isère-Avignon, 185 km.
|   | Ciclista          | Equip                   | Temps      |
| - | ----------------- | ----------------------- | ---------- |
| 1 | Rudi Altig        | Saint Raphael-Helyett   | 4h 02' 36" |
| 2 | Joseph Planckaert | Faema-Flandria          | + 1"       |
| 3 | Rolf Wolfshohl    | Leroux-Gitane-Geminiani | m. t.      |

### 7a etapa, 1r sector
15-03-1962. Beaucaire-Vergèze, 45.3 km. CRE
|   | Equip                   | Temps      |
| - | ----------------------- | ---------- |
| 1 | Faema-Flandria          | 1h 00' 03" |
| 2 | Saint Raphael-Helyett   | + 1' 01"   |
| 3 | Leroux-Gitane-Geminiani | + 1' 52"   |

### 7a etapa, 2n sector
15-03-1962. Vergèze-Manosque, 183 km.
|   | Ciclista        | Equip          | Temps      |
| - | --------------- | -------------- | ---------- |
| 1 | Rik van Looy    | Faema-Flandria | 4h 47' 55" |
| 2 | Emile Daems     | Philco         | m. t.      |
| 3 | Frans Schoubben | Peugeot-BP     | + 5"       |

### 8a etapa
16-03-1962. Manosque-La Ciotat, 135 km.
|   | Ciclista         | Equip                   | Temps      |
| - | ---------------- | ----------------------- | ---------- |
| 1 | Edgard Sorgeloos | Faema-Flandria          | 3h 35' 17" |
| 2 | Raymond Elena    | Margnat-Paloma          | + 2"       |
| 3 | Bas Maliepaard   | Leroux-Gitane-Geminiani | + 36"      |

### 9a etapa, 1r sector
17-03-1962. La Ciotat-Fréjus, 130 km.
No prenen la sortida Jacques Anquetil i Ercole Baldini. Durant l'etapa abandonen 19 corredors.
|   | Ciclista          | Equip            | Temps      |
| - | ----------------- | ---------------- | ---------- |
| 1 | Noël Foré         | Faema-Flandria   | 3h 59' 16" |
| 2 | Robert Ducard     | Margnat-Paloma   | + 25"      |
| 3 | Jacques de Boever | Liberia-Grammont | m. t.      |

### 9a etapa, 2n sector
17-03-1962. Fréjus-Niça, 102 km.
Arribada situada al Passeig dels Anglesos. No surten 10 corredors i dos més abandonen durant la disputa de l'etapa.
|   | Ciclista       | Equip                   | Temps      |
| - | -------------- | ----------------------- | ---------- |
| 1 | Rik van Looy   | Faema-Flandria          | 2h 54' 47" |
| 2 | Jean Gainche   | Mercier-BP              | m. t.      |
| 3 | Bas Maliepaard | Leroux-Gitane-Geminiani | m. t.      |

## Classificacions finals

### Classificació general
|    | Ciclista          | Equip                    | Temps       |
| -- | ----------------- | ------------------------ | ----------- |
| 1  | Joseph Planckaert | Faema-Flandria           | 39h 04' 45" |
| 2  | Tom Simpson       | Leroux-Gitane-Geminiani  | + 2' 57"    |
| 3  | Rolf Wolfshohl    | Leroux-Gitane-Geminiani  | + 5' 58"    |
| 4  | Armand Desmet     | Faema-Flandria           | + 6' 23"    |
| 5  | Bas Maliepaard    | Leroux-Gitane-Geminiani  | + 8' 47"    |
| 6  | Rik van Looy      | Faema-Flandria           | + 9' 00"    |
| 7  | Raymond Poulidor  | Mercier-BP               | + 9' 15"    |
| 8  | Henry Anglade     | Liberia-Grammont         | + 11' 13"   |
| 9  | Jean Gainche      | Mercier-BP               | + 11' 32"   |
| 10 | Georges Groussard | Pelforth-Sauvage-Lejeune | + 13' 33"   |

## Evolució de les classificacions
| Etapa (Vencedor)                              | Classificació general |
| --------------------------------------------- | --------------------- |
| 0Etapa 1 (Jean Graczyk)                       | Jean Graczyk          |
| 0Etapa 2, 1r sector (Emile Daems)             | Emile Daems           |
| 0Etapa 2, 2n sector (Noël Foré)               | Emile Daems           |
| 0Etapa 3, 1r sector (Leroux-Gitane-Geminiani) | Bas Maliepaard        |
| 0Etapa 3, 2n sector (Willy van den Berghen)   | Bas Maliepaard        |
| 0Etapa 4 (Guido Carlesi)                      | Tom Simpson           |
| 0Etapa 5, 1r sector (Joseph Velly)            | Joseph Planckaert     |
| 0Etapa 5, 2n sector (Noël Foré)               | Joseph Planckaert     |
| 0Etapa 6 (Rudi Altig)                         | Joseph Planckaert     |
| 0Etapa 7, 1r sector (Faema-Flandria)          | Joseph Planckaert     |
| 0Etapa 7, 2n sector (Rik van Looy)            | Joseph Planckaert     |
| 0Etapa 8 (Edgard Sorgeloos)                   | Joseph Planckaert     |
| 0Etapa 9, 1r sector (Noël Foré)               | Joseph Planckaert     |
| 0Etapa 9, 2n sector (Rik van Looy)            | Joseph Planckaert     |